# TORO (videojuego de 2016)
TORO es un videojuego de simulación arcade lanzado en 2016 por RecoTechnology para las plataformas PlayStation 4, Xbox One y Microsoft Windows. Fue anunciado en 2015 mediante un teaser trailer que mostraba unas cinemáticas acompañadas de jugabilidad mostrando como se vería el juego.
El objetivo es ejecutar los movimientos correctamente, mantener la atención del toro en todo momento, ejecutar el mayor número de combos posible y superar los desafíos específicos que se te presentan en el evento.
Los toros pesan 500 kg y se puede jugar en plazas de toros basadas en lugares de todo el mundo.

## Modos de juego
Cuenta con un modo historia, donde el objetivo es convertirse en un torero estrella. Además, también cuenta con minijuegos que sitúan al jugador en la posición contraria, cambiando el punto de vista para controlar al toro con el objetivo de cornear a los toreros.

## Polémica
Numerosas personas declararon que este videojuego promovía el maltrato animal.
Una petición en la plataforma de recogida de firmas en línea Change.org pidió a Microsoft que no distribuyera el videojuego para Xbox. La petición alcanzó más de 65.000 firmas, pero antes de alcanzar las 50.000, Microsoft España respondió formalmente a la petición, alegando que "de forma similar a lo que ocurre en la televisión y en el cine, creemos que los desarrolladores deben tener la libertad para crear una variedad de juegos y experiencias de entretenimiento tan amplia como los consumidores demandan, y estos a su vez deben poder elegir libremente qué juegos compran y juegan. Por supuesto, siempre respetando los límites y restricciones que impone la legalidad vigente". Además de esto, explicaron que "entendemos vuestro punto de vista y preocupación, pero Microsoft no ha participado en el desarrollo de “Toro”, y por ello os recomendamos que contactéis directamente con el estudio creador, Reco Technologies, ya que ellos son los que definen el contenido del videojuego en todas las plataformas". Tras las explicaciones de la compañía tecnológica, publicaron la respuesta de los creadores del videojuego a toda esta polémica, que entre sus palabras detallan que "no es un juego para nada violento, ni siquiera muestra una gota de sangre. Es un juego arcade que pretende ser divertido, sin promover el maltrato animal, sino que busca entretener a quienes elijan libremente comprarlo. Fijaos que incluye incluso minijuegos donde el jugador – en un campo, fuera del ruedo - toma el papel del propio toro, para cornear de manera muy cómica a un torero, sin violencia alguna, solo para alcanzar la máxima distancia, de un salto." También aseguran estar sorprendidos por el hecho de que la petición se haya formulado para "censurar un juego que nadie ha visto aún", e hicieron "un llamamiento a la tolerancia y a la libertad de expresión ejercida siempre desde el respeto".
El 5 de mayo de 2015, la creadora de la petición de recogida de firmas las entregó directamente a Microsoft, donde fue atendida por estos y le explicaron que entienden su posicionamiento y el de todas las personas antitaurinas, pero no se posicionarán ante este tipo de asuntos pues legalmente no hay ningún requisito incumplido para lanzarlo al mercado.
El 22 de mayo de 2015 salió el videojuego a la venta en tiendas, aunque algunas se resignaron a venderlo. Concretamente, Game Shop Avilés rechazó vender el videojuego en su cadena de ventas manifestando su rechazo al maltrato animal, que fue aplaudido de forma generalizada, pero que también despertó críticas por el hecho de no distribuir este videojuego pero no otros videojuegos de carácter violento como Grand Theft Auto V, en el que se pueden realizar actos como asesinar, robar, o saltarse las leyes de tráfico.